# Jim Piddock
Jim Piddock (Rochester, 8 aprile 1956) è un attore britannico naturalizzato statunitense.

## Carriera

### Carriera teatrale
Piddock ha fatto il suo debutto teatrale negli Stati Uniti in The Boy's Own Story, uno spettacolo teatrale su un giocatore di football, al Julian Theatre di San Francisco. Nello stesso anno (1982), è stato scelto per lo spettacolo teatrale, Il divo Garry di Noël Coward, a cui seguirono altri spettacoli di Broadway e altrove, tra cui la produzione originale americana di Rumori fuori scena, The Knack at the Roundabout Theatre, Make and Break e Design For Living. 
Nel novembre del 2007, è apparso al Teatro Ricardo Montalbán a Hollywood, recitando in una produzione di What About Dick?, insieme a un cast tutto britannico di espatriati, tra cui Billy Connolly, Tim Curry, Eric Idle, Eddie Izzard, Jane Leeves, Emily Mortimer e Tracey Ullman. Nel 2009 ritornò al Teatro Montalbán a Broadway per l'opera teatrale An Evening Without Monty Python.

### Carriera cinematografica e televisiva
È apparso in quasi un centinaio di programmi TV, tra cui La signora in giallo, E.R. - Medici in prima linea, Angel, Senza traccia, Crossing Jordan, Friends, Modern Family e molte altre. Ha anche recitato in diversi film televisivi e miniserie come Dalla Terra alla Luna, A mom from Christmas, Lei, la creatura della HBO, e The Women of Windsor. Ha scritto e creato la serie Too Much Sun, della BBC.
Le sue apparizioni cinematografiche includono Arma letale 2, Independence Day, The Prestige, Epic Movie e tanti altri. Ha recitato anche in diverse commedie di Christopher Guest come Campioni di razza nel ruolo del commentatore del Dog Show assieme a Fred Willard, A Mighty Wind - Amici per la musica, For Your Consideration e Mascots, l'ultimo dei quali ha co-scritto e prodotto.

### Doppiaggio
Come doppiatore, Piddock ha prestato la voce a Major Zero nella versione inglese del videogioco Metal Gear Solid 3: Snake Eater e dell'Agente Uno in Return to Castle Wolfenstein per Xbox e PlayStation 2. Nel cinema ha prestato la voce a Bolero il Toro nel film Garfield 2 e a Kenneth Loring, il direttore artistico immaginario della Forever Young Films, nel documentario della directors' cut di Blood Simple - Sangue facile dei fratelli Coen. Ha anche doppiato Zazu nei giochi Disney Timon & Pumbaa: Giochi nella giungla e The Lion King: Simba's Mighty Adventure, Alfred Pennyworth, nel film d'animazione della DC Comics Batman: Under the Red Hood e a Chic per il film d'animazione di fantascienza Dead Space - La forza oscura, basato sul videogioco Dead Space.

### Produttore e sceneggiatore
Piddock ha scritto e prodotto L'acchiappadenti nel 2010, la commedia d'azione The Man - La talpa, One Good Turn, Traces of Red e il thriller sulla guerra fredda Codice Homer - A different loyalty con Rupert Everett e Sharon Stone, e di cui Piddock ha avuto un ruolo principale nella pellicola. 
Nel novembre 2019, è stato annunciato che le riprese della sua sceneggiatura Frankel avrebbero iniziato nel 2022 con Jeremy Irons nel ruolo principale di Sir Henry Cecil.

## Filmografia parziale

### Cinema
- Arma letale 2 (Lethal Weapon 2), regia di Richard Donner (1989)
- Independence Day, regia di Roland Emmerich (1996)
- Mi sdoppio in quattro (Multiplicity), regia di Harold Ramis (1996)
- Hollywood brucia (An Alan Smithee Film: Burn Hollywood Burn), regia di Alan Smithee (1997)
- Campioni di razza (Best in Show), regia di Christopher Guest (2000)
- Austin Powers in Goldmember, regia di Jay Roach (2002)
- A Mighty Wind - Amici per la musica (A Mighty Wind), regia di Christopher Guest (2003)
- See This Movie, regia di David M. Rosenthal (2004)
- Codice Homer - A different loyalty (A different loyalty), regia di Marek Kanievska (2004)
- Garfield 2, regia di Tim Hill (2006) – voce
- For Your Consideration, regia di Christopher Guest (2006)
- The Prestige, regia di Christopher Nolan (2006)
- Epic Movie, regia di Jason Friedberg e Aaron Seltzer (2007)
- Who's Your Caddy?, regia di Don Michael Paul (2007)
- Il risveglio delle tenebre (The Seeker: The Dark Is Rising), regia di David L. Cunningham (2007)
- 3ciento - Chi l'ha duro... la vince (Meet the Spartans), regia di Jason Friedberg e Aaron Seltzer (2008)
- Dead Space - La forza oscura (Dead Space: Downfall), regia di Chuck Patton (2008) – voce
- Falling Up, regia di David M. Rosenthal (2009)
- Endless Bummer, regia di Sam Pillsbury (2009)
- Incontrerai l'uomo dei tuoi sogni (You Will Meet a Tall Dark Stranger), regia di Woody Allen (2010)
- In viaggio con una rock star (Get Him to the Greek), regia di Nicholas Stoller (2010)
- Batman: Under the Red Hood, regia di Brandon Vietti (2010)
- La fredda luce del giorno (The Cold Light of Day), regia di Mabrouk El Mechri (2012)
- The Five-Year Engagement, regia di Nicholas Stoller (2012)
- Il dittatore (The Dictator), regia di Larry Charles (2012)
- La guerra dei sessi - Think Like a Man Too (Think Like a Man Too), regia di Tim Story (2014)
- 1915, regia di Alec Mouhibian (2015)
- Kill Your Friends, regia di Owen Harris (2015)
- Mascots, regia di Christopher Guest (2016)

### Televisione
- Wildside – serie TV, un episodio (1985)
- Ai confini della realtà (The Twilight Zone) – serie TV, un episodio (1985)
- Saranno famosi (Fame) – serie TV, un episodio (1986)
- The Tracey Ullman Show – serie TV, 2 episodi (1987)
- Max Headroom – serie TV, un episodio (1988)
- CBS Summer Playhouse – serie TV, un episodio (1988)
- Vietnam addio (Tour of Duty) – serie TV, un episodio (1989)
- La signora in giallo (Murder, She Wrote) – serie TV, episodio 10x10 (1993)
- Innamorati pazzi (Mad About You) – serie TV, 7 episodi (1994-1996)
- Team Knight Rider – serie TV, 2 episodi (1997-1998)
- Dalla Terra alla Luna (From the Earth to the Moon) – serie TV, un episodio (1998)
- Batman - Cavaliere della notte (The New Batman Adventures) – serie TV, un episodio – voce
- Geena Davis Show – serie TV, un episodio (2000)
- Angel – serie TV, un episodio (2000)
- Prima o poi divorzio! (Yes, Dear) – serie TV, un episodio (2001)
- Friends – serie TV, un episodio (2001)
- Lei, la creatura (She Creature), regia di Sebastian Gutierrez – film TV (2001)
- The Drew Carey Show – serie TV, 4 episodi (2002)
- E.R. - Medici in prima linea (ER) – serie TV, un episodio (2002)
- Crossing Jordan – serie TV, un episodio (2003)
- The Rutles 2: Can't Buy Me Lunch, regia di Eric Idle – film TV (2003)
- Lost – serie TV, un episodio (2005)
- That '70s Show – serie TV, un episodio (2006) – voce
- Detective Monk (Monk) – serie TV, episodio 5x04 (2006)
- Senza traccia (Without a Trace) – serie TV, un episodio (2007)
- The Middleman – serie TV, un episodio (2008)
- Dollhouse – serie TV, un episodio (2009)
- Batman: The Brave and the Bold – serie TV, 4 episodi (2009-2011) – voce
- Chuck – serie TV, un episodio (2010)
- Ben 10: Ultimate Alien – serie TV, un episodio (2010) – voce
- Law & Order: LA – serie TV, un episodio (2010)
- Castle – serie TV, un episodio (2010)
- Up All Night – serie TV, un episodio (2011)
- Due uomini e mezzo (Two and a Half Men) – serie TV, un episodio (2011)
- Touch – serie TV, un episodio (2012)
- Childrens Hospital – serie TV, un episodio (2012)
- Family Tree – serie TV, 5 episodi (2013)
- NTSF:SD:SUV:: – serie TV, un episodio (2013)
- Turbo Fast – serie TV, un episodio (2014) – voce
- Franklin & Bash – serie TV, un episodio (2014)
- Mom – serie TV, un episodio (2014)
- Man Seeking Woman – serie TV, un episodio (2015)
- Mamma in un istante (Instant Mom) – serie TV, un episodio (2015)
- Teenage Mutant Ninja Turtles - Tartarughe Ninja (Teenage Mutant Ninja Turtles) – serie TV, 2 episodi (2015) – voce
- The Grinder – serie TV, un episodio (2015)
- The Royals – serie TV, 2 episodi (2015)
- Elementary – serie TV, un episodio (2017) – voce
- Training Day – serie TV, un episodio (2017)
- Get Shorty – serie TV, un episodio (2017)
- Designated Survivor – serie TV, un episodio (2017)
- Modern Family – serie TV, un episodio (2018)

## Doppiatori italiani
Nelle versioni in italiano delle opere in cui ha recitato, Jim Piddock è stato doppiato da:
- Luca Biagini in Angel, Codice Homer - A different loyalty, 3ciento - Chi l'ha duro... la vince
- Mario Cordova in Arma letale 2
- Luciano Marchitiello in La signora in giallo
- Vladimiro Conti in Innamorati pazzi
- Gianni Giuliano in Lost
- Alberto Angrisano in The Prestige
- Mauro Bosco in Detective Monk
- Francesco Prando in Epic Movie
- Luciano De Ambrosis ne Il risveglio delle tenebre
- Sergio Lucchetti in Due uomini e mezzo
- Luciano Roffi in Touch
- Maurizio Reti in La fredda luce del giorno
- Dario Oppido in Kill Your Friends
- Oliviero Dinelli in Modern Family
- Carlo Valli in La maledizione della Queen Mary